# Alfonso Bermúdez
Alfonso Bermúdez, (fl. 1092-1129), miembro de la alta nobleza asturleonesa y gallega, vivió a caballo de los siglos xi y xii. Fue hijo  segundón del conde Bermudo Ovéquiz y de su esposa Jimena Peláez. A diferencia de sus hermanos, los condes Suero y Gutierre Bermúdez, no llegó a ostentar la dignidad condal ni ocupar cargos políticos de relevancia.
Aparece por primera vez en 1092 con su padre y hermanos confirmando una donación al monasterio de Cornellana. En 1115, con su hermano Suero y su hijo Pedro Alfonso, asistió al concilio de Oviedo. En 1121 realizó una donación al monasterio de Lorenzana y en 1129 estuvo presente en la coronación del rey Alfonso VII de León, a quien había apoyado desde el principio contra su madre la reina Urraca y Alfonso el Batallador.

## Matrimonio y descendencia
Contrajo matrimonio con Urraca Raimúndez Los hijos de este matrimonio fueron:
- Pedro Alfonso, personaje de máxima relevancia en la Asturias medieval[8][2] Él y su hermano Gonzalo fueron los fundadores del monasterio de Lapedo en Belmonte de Miranda[9]
- Rodrigo Alfonso[2][5]
- Gonzalo Alfonso[2][5]
- Gutierre Alfonso[5]
- María Alfonso[5]
- Aldonza Alfonso[5]
- Teresa Alfonso[5]
- Urraca Alfonso[2]